# Usine Nordic Kraft
L’usine Nordic Kraft, aussi connue comme l’ancienne usine Domtar de Lebel-sur-Quévillon, est une usine de pâtes et papiers située à Lebel-sur-Quévillon, dans le Nord-du-Québec. L’usine, fondée en 1965 et fermée en 2008 par l’entreprise Domtar, est la propriété de l’entreprise chibougamoise Chantiers Chibougamau depuis 2018. La fondation de l’usine engendre la création de la ville de Lebel-sur-Quévillon en 1965. Le complexe industriel est inscrit au Répertoire du patrimoine culturel du Québec.

## Histoire

### Fondation
En 1961, l’entreprise Domtar acquiert la compagnie Howard Smith et fait ses débuts dans l'industrie des pâtes et papiers. Lucien Cliche, député d’Abitibi-Est, est alors nommé Ministre des Terres et Forêts, dans le gouvernement de Jean Lesage. Cliche entame alors des démarches pour implanter une usine de pâtes et papiers dans le secteur. Domtar annonce ses intentions de construire une usine de pâte kraft en Abitibi en 1964. La compagnie envisage d’implanter ses installations à Matagami, mais à la suite des interventions de l'entrepreneur Jean-Baptiste Lebel et de Lucien Cliche, Domtar choisit plutôt d’ériger ses installations près du lac Quévillon,.
L’usine Domtar de Lebel-sur-Quévillon est construite en 1965 et entre en opération 1966. La première tonne de pâte est produite en 1967. L’entreprise Domtar choisit l’emplacement de cette usine pour obtenir un approvisionnement en électricité le moins coûteux ainsi que sur la garantie d’approvisionnement en bois en quantité suffisante pour ses opérations. À ses débuts, l’usine compte 300 travailleurs à temps plein. De nombreux conflits de travail ont lieu au sein de l’usine, dont deux grèves importantes en 1974, puis en 1984.

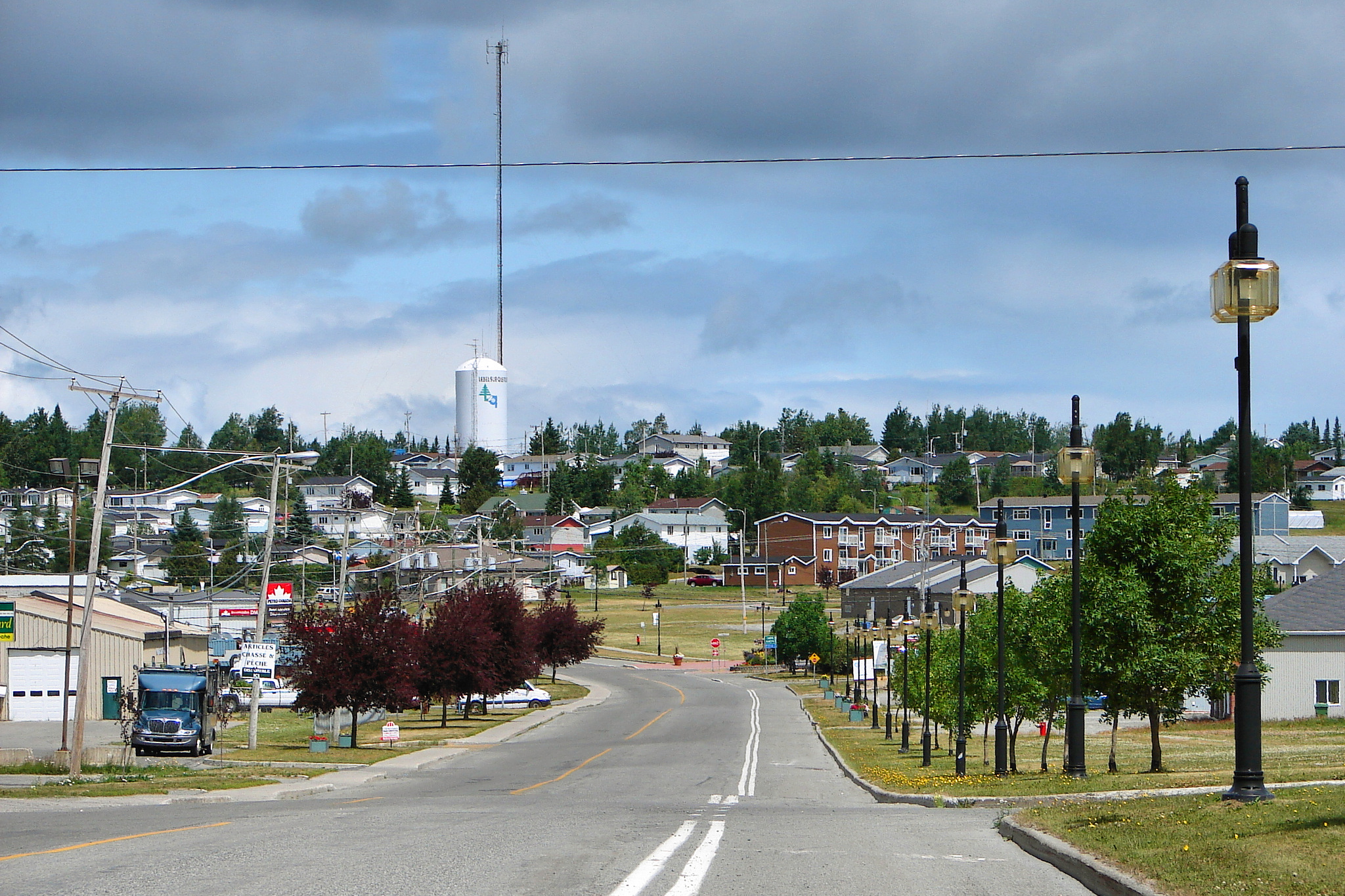
Ville de Lebel-sur-Quévillon en 2012.

### Fermeture et relance
L’usine Domtar de Lebel-sur-Quévillon connaît des difficultés dès 2004. L’exportation de pâtes kraft pour les entreprises forestières devient plus difficile en raison de la hausse du dollar canadien. Les conditions économiques sont défavorables : les prix baissent alors que les coûts d’approvisionnement en fibre et en énergie, ainsi que les coûts de transports grimpent. L’usine Domtar tente de réduire ses périodes d’arrêt, mais les bris se succèdent. L’usine ferme ses portes sans préavis le 24 novembre 2005. Cette fermeture est dite temporaire, mais le 18 décembre 2008, la fermeture devient définitive. 700 emplois sont perdus à Lebel-sur-Quévillon, soit 80% des travailleurs de la municipalité,,. Cette fermeture porte un coup dur à la communauté de Lebel-sur-Quévillon, dont l’usine est le poumon économique depuis sa fondation. Près de 1 000 personnes quittent la ville à la suite de la fermeture de celle-ci.
Le maire de l'époque, Gérald Lemoyne, tente de réunir des investisseurs afin de relancer l'usine. En 2012, dans une tentative de relance, la compagnie Fortress Paper devient propriétaire de l’usine. Elle investit 100 millions de dollars et reçoit un prêt 132 millions de dollars du Gouvernement du Québec, à rembourser sur une période de dix ans. L’entreprise souhaite créer de la rayonne à partir de la pâte de bois. Le projet ne voit finalement jamais le jour. En 2016, l’usine est rachetée par la compagnie Nexolia Bioénergie pour un projet de cogénération et d’implantation de serres. Celui-ci n'aboutit pas non plus. En 2018, l’entreprise Chantiers Chibougamau acquiert l’ancienne usine Domtar, qu’ils renomment Nordic Kraft. Le projet prévoit la création de 285 emplois.

### Feux de forêts 2023
En juin 2023, l’usine Nordic Kraft est menacée par des feux de forêts qui frappent la région d’Eeyou Istchee Baie-James. Le feu passe à environ 500 mètres de celle-ci. Les Chantiers Chibougamau ainsi que les habitants de Lebel-Sur-Quévillon craignent pour la sécurité des installations et de la municipalité : l’usine contient des citernes de chlorate, ce qui pourraient exploser. Les travaux de la SOPFEU permettent toutefois d’éviter la destruction du secteur.

## Production
L’usine Nordic Kraft produit de la pâte Kraft (Q90) qui est vendue à des fabricants de cartons et de papiers partout sur la planète. En 2020, Les Chantiers Chibougamau croient qu’ils pourraient dépasser leur objectif annuel de production, soit 300 000 tonnes de pâte Kraft.

## Patrimoine
L’ancienne usine de la Domtar est inscrite au Répertoire du patrimoine culturel du Québec. Le site compte plusieurs édifices, construits entre 1965 et les années 1990, dont un atelier de cuisson, des installations de mise en feuille et d'emballage de la pâte, un entrepôt, ainsi qu’un tronçon de chemin de fer. L'usine est couverte de son revêtement d'origine en brique d'argile. Dans les années 1970, une scierie et une chaudière d'appoint aux écorces sont ajoutées au complexe. Au cours des années 1980, des réservoirs y sont construits, ainsi qu’une usine de production de dioxyde de chlore, en 1992. En 1995, une nouvelle chaudière de récupération et une usine de traitement sont érigées, alors que les installations de cuisson et de lavage de la pâte sont modernisées.
La fondation de l’usine mène à la construction de la ville de Lebel-sur-Quévillon, afin de loger les travailleurs de la Domtar. La gestion des infrastructures municipales par l’entreprise et l’aménagement urbain par l’entreprise témoignent d’un type d’organisation propre aux villes de compagnie. L’aménagement urbain choisi par la compagnie Domtar à Lebel-sur-Quévillon, donne à la ville de compagnie la forme d’un arbre du haut des airs,.